# Mestosoma contumum
Mestosoma contumum är en mångfotingart. Mestosoma contumum ingår i släktet Mestosoma och familjen orangeridubbelfotingar. Inga underarter finns listade i Catalogue of Life.